# 楊琯
楊琯，清朝政治人物。四川彭縣（今彭州市）人。
楊琯為舉人出身。乾隆二十六年（1761年）九月，出任湖南永順府龍山縣知縣。